# Biblioteca nacional de Papúa Nueva Guinea
La Biblioteca nacional de Papúa Nueva Guinea (en inglés: National Library of Papua New Guinea) es, como su nombre indica, la biblioteca nacional de Papúa Nueva Guinea. Fundada en 1978, se encuentra en Puerto Moresby. Inaugurada tres años después de la independencia del país de Australia, la Biblioteca fue establecida por Australia como un "regalo para el gobierno y el pueblo de Papúa Nueva Guinea" a fin de "facilitar la instauración de una colección de elementos de importancia nacional". Contiene aproximadamente 56.000 elementos ", incluyendo libros, películas y vídeos, así como mapas, gráficos, fotografías y microfilmes".